# Sacro fuoco
Il sacro fuoco è una delle tante espressioni comuni per indicare una sacralità del fuoco, sia per ragioni religiose, sia per mera simbologia rituale.

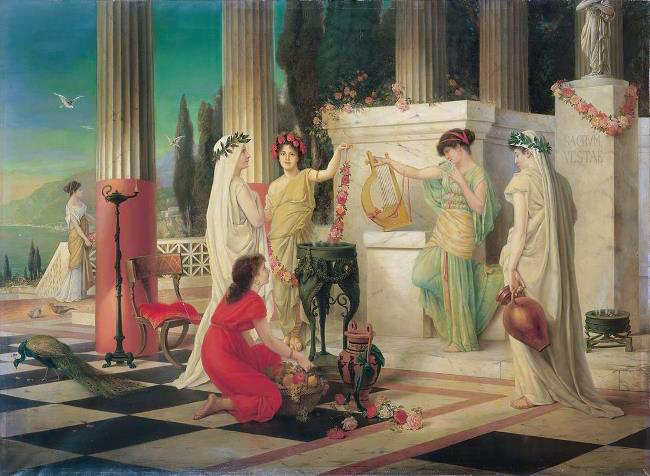
Nel tempio di Vesta, pittura ad olio di Constantin Hölscher (1902), con la raffigurazione del sacro fuoco

## Culture indeuropee
Il culto del fuoco nelle culture indoeuropee in epoca storica viene fatto risalire ad un'antica concezione religiosa naturalista degli Indoeuropei, della quale sarebbero un'attestazione il dio vedico Agnis ed il culto del fuoco greco e romano.

### Cultura greca
L'importanza del fuoco nei culti greci è attestata nella tradizione, ripresa da Virgilio nell'Eneide che dice che Enea aveva portato via da Troia il fuoco sacro. Tale uso sarebbe perdurato anche in epoca storica con il fuoco sacro portato dalla città madre dai coloni nel nuovo loro insediamento.
La divinità che impersonava tale fuoco oggetto di culto era Estia.

### Cultura romana (Culto delle vestali)
Il Sacro Fuoco era la fiamma perpetua che ardeva nel tempio di Vesta e che le Vestali, vergini consacrate alla dea, mantenevano sempre accesa. Lo spegnimento del fuoco, così come la perdita della verginità, veniva punito con la condanna a morte. Poiché le vestali erano inviolabili, la morte non era data da mano umana, ma mediante segregazione in un luogo sotterraneo. 
Il rito di Iniziazione avveniva all'interno di un lago scelto dalla maestra, in cui si doveva superare una non specificata prova. 
Esso venne spento nel 391 d.C quando l'imperatore romano Teodosio, dopo l'editto di Tessalonica del 380 d.C., impedì la pratica di riti pagani ed impose il cristianesimo come unica religione dell'impero.

## Cristianesimo

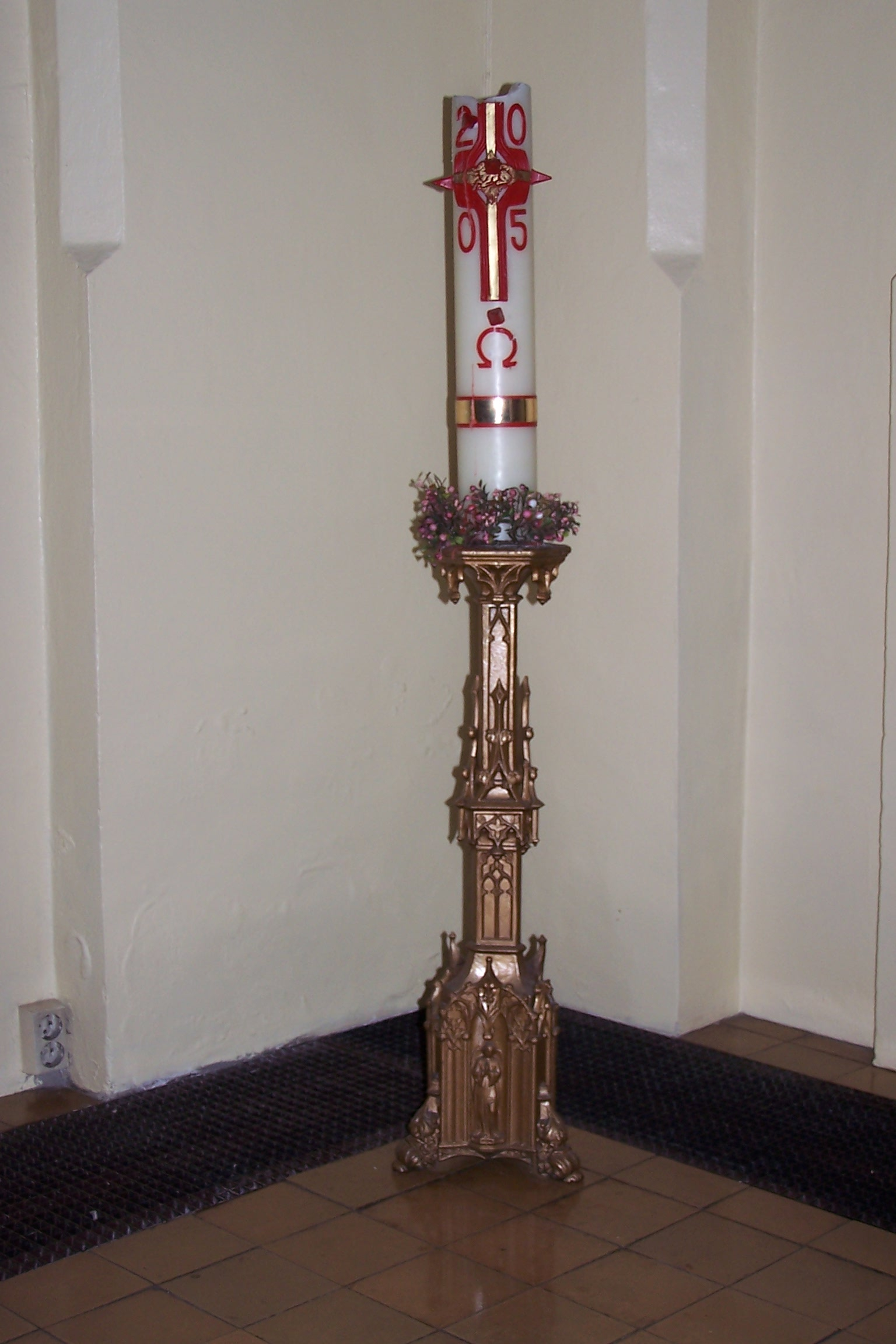
Cero pasquale, con inciso l'anno 2005.

Il sacro fuoco ha un uso liturgico nelle cerimonie della veglia pasquale. È preceduta dallo spegnimento delle luci. Poi da un braciere acceso all'esterno della chiesa il sacerdote accende un cero e tutti i fedeli a loro volta traggono la fiammella per ceri più piccoli. Il cero così acceso dura 40 giorni.
Anche nel rito eucaristico è prescritta la presenza di candele di cera oppure di una lucerna alimentata da olio d'oliva.

Nella tradizione orientale si celebra ogni anno l'accensione del Fuoco Santo nella Basilica del Santo Sepolcro di Gerusalemme.

## Religione ebraica
Nella religione ebraica il candelabro a sette braccia veniva acceso all'interno del Tempio di Gerusalemme attraverso combustione di olio consacrato. Nella festa della Hannukkah, accendendo una candela ogni giorno si celebra la vittoria dei Maccabei contro Antioco IV dei Seleucidi e il recupero del tesoro del tempio e la restaurazione dei sacrifici nel Secondo Tempio di Gerusalemme. Comunque non si può scartare un'influenza degli antichissimi e diffusi miti del fuoco sacro, che in questo caso corrisponderebbe al roveto ardente di Mosè.

## Rituale olimpico

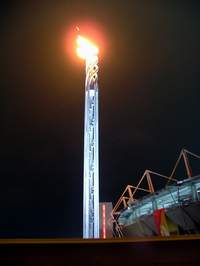
Il braciere olimpico dei giochi invernali di Torino 2006

Anche nel rituale olimpico si fa uso del fuoco che viene comunemente detto sacro. L'accensione della fiamma ad Olimpia avviene con un preciso rito, che comporta uno spettacolo coreutico nelle rovine del tempio di Estia. L'uso fu introdotto solo dalle olimpiadi di Amsterdam del 1928. La fiamma viene poi portata, di regola a piedi, dai cd. "tedofori", secondo una lunghissima staffetta. Il fuoco così arrivato nella città sede dell'olimpiade viene utilizzata per accendere il braciere olimpico che arde per tutta la durata dei giochi. Anche lo spegnimento comporta un rituale solenne . Anche le Olimpiadi invernali seguono tale cerimonia ma in tre occasioni la cerimonia di accensione del fuoco anziché svolgersi ad Olimpia in ricordo delle olimpiadi antiche si è svolta a Morgedal un piccolo villaggio della Telemark considerato il luogo di nascita dello sci

## Arte
Per Sacro Fuoco viene anche intesa la propensione artistica dell'indole individuale.

## L'utilizzo politico
Il mito del fuoco sacro fu ripreso anche durante il regime fascista come molti altri riferimenti al mondo romano antico. L'incipit dell'Inno dei giovani fascisti era infatti:
Fuoco di Vesta che fuor del Tempio irrompe,

con ali e fiamme la Giovinezza va.

Fiaccole ardenti sull'are e sulle tombe,

noi siamo le speranze della nuova età.